# Marvel's Spider-Man:Miles Morales
『Marvel's Spider-Man: Miles Morales』（マーベルズ スパイダーマン：マイルズ・モラレス）は、インソムニアックゲームズとマーベル・ゲームズ、ウォルト・ディズニー・カンパニーが開発し、ソニー・インタラクティブエンタテインメントより2020年11月12日に発売されたPlayStation 5およびPlayStation 4用ゲームソフト。
バージョンとして、通常版であるStandard Edition、前作『Marvel's Spider-Man』のリマスター版『Marvel's Spider-Man Remastered』が付属するUltimate Editionの二種類が発売。

## 概要
『Marvel's Spider-Man: Miles Morales』は2020年のアクションアドベンチャーゲームであり、インソムニアックゲームズが開発し、ソニー・インタラクティブエンタテインメントが販売した。本作はマーベル・コミックのキャラクターであるマイルズ・モラレスに基づいており、マイルズが登場する10年に及ぶコミック・ブックと2018年のアニメ映画『スパイダーマン:スパイダーバース』から着想を得ている。『スパイダーマン:スパイダーバース』はマイルズを一般に広めるのに役立った。本作は『Marvel's Spider-Man』のスピンオフかつ続編であり、マイルズの新しい故郷であるハーレムがロクソン・エナジー・コーポレーションとティンカラーのハイテク犯罪集団アンダーグラウンドの争いにより脅かされ、一般市民としての責務と2人目のスパイダーマンとしての役割を両立させようとするマイルズの奮闘を描いている。
ゲームプレイはマイルズの移動と戦闘能力に主要な焦点を当て、三人称視点で表現される。マイルズはニューヨーク市を自由に飛び回り、他のキャラクターと交流し、ミッションを引き受け、メインストーリーを進めたり、任務を完了したりすることで新しいガジェットとスーツを解除することができる。メインストーリー以外に、プレイヤーはサイドミッションを完了して、追加コンテンツやコレクションを解除することができる。戦闘は攻撃をつなぎ合わせることや、ダメージを避けて数多くの敵の動きを封じるため、周囲の環境とクモの糸を使うことを重視する。
本作は2020年6月のPlayStation 5が披露されたイベントで初めて発表され、新しいゲーム機のローンチタイトルとして2020年11月12日に北アメリカとオーストラリアで発売され、11月19日に世界で発売された。PlayStation 4版は2020年11月12日に発売された。PlayStation 4の技術的な制限により、レイトレーシングや60fpsのパフォーマンスモードのようなPlayStation 5の拡張機能はない。本作の「Ultimate Edition」はPlayStation 5用のリマスター版『Marvel's Spider-Man Remastered』を同梱している。本作は戦闘、物語、内容、PlayStation 5版の技術的改良に対して賞賛を得た。2021年7月時点で650万本以上を売り上げた。

## ストーリー
前作『Marvel's Spider-Man』の出来事から一年後の冬。高校生になった主人公のマイルズ・モラレス（スパイダーマン）は、引っ越し先であるハーレム地区での新しい生活に順応しながら、ピーター・パーカー（スパイダーマン）に導かれて、もう一人のスパイダーマンとしての道を歩み始める。
だが、ティンカラー率いるハイテク犯罪組織アンダーグラウンドと傲慢なエネルギー企業ロクソンの抗争で自身の街が危機にさらされる。戦いの中でヒーローを志すマイルズは、大いなる力には、大いなる責任も伴うことを知る。
雪に覆われたニューヨークを救うため、マイルズはスパイダーマンのスーツに身を包み、本当に信頼できるのは誰か、自分の街とは何なのかを見出していく。

## システム
『Marvel's Spider-Man: Miles Morales』の主要なシステムは前作と同様である。同じオープンワールドである現代の架空のマンハッタンを舞台にしている。ゲーム内がクリスマス休暇中のため、マンハッタンには雪が積もっている。マイルズはピーター・パーカーとほぼ同等の能力を操るが、物語が進むにつれて新しい動作や能力が解除される。それらの力はヴェノムパワー、カモフラージュ、メガ・ヴェノム・ブラストで構成される。ヴェノムパワーは生体電気で敵の動きを封じたり、充電したり、電気を吸収したりすることができる。カモフラージュは一時的に透明になる。メガ・ヴェノム・ブラストは生体電気の大規模な爆発で付近のすべての敵にダメージを与える。また、リモートマイン、ホロドローン、グラビティウェルといった新しいガジェットも導入される。リモートマインは敵やヒューズボックスに取り付けることができる。ホロドローンはホログラムを呼び出して戦闘の補助をする。グラビティウェルは複数の敵を捕らえて攻撃を当てやすくする。マイルズの能力とガジェットはレベルが上がるにつれてアップグレードすることができる。
ピーターと同様に、マイルズは「スパイダーセンス」とウェブシューターを持っている。スパイダーセンスはプレイヤーに攻撃が近づいていることを警告し、よけたり、反撃したりすることができる。ウェブシューターはクモの糸でできた防火線で、移動と戦闘の両方に様々な方法で使うことができる。また、マイルズは跳んだり、壁や天井に張り付いたり、ニューヨーク市地下鉄を使ってファストトラベルをしたりすることができる。サイドミッションは大きく変更され、ゲーム内のスマホのアプリから利用できる。解除可能なスーツがいくつかあり、本作で作成されたオリジナルのスーツもあり、他のメディアで既に存在するキャラクターに基づいているものもある。スーツの多くはダメージを軽減したり、透明でいる時間を長くしたり、ヴェノムパワーを溜めるのを早くしたりするように、マイルズの能力を強化する。ゲーム内の一定の場所で、プレイヤーは一般市民としてマイルズを操作し、能力やガジェットを使うことができない。

## 登場キャラクター
新しいキャラクターには、マイルズの親友で同じ学校に通うガンケ・リー（Griffin Puatu）と疎遠であった過保護なおじのアーロン・デイビス（Ike Amadi）がいる。ガンケはスパイダーマンの活動に力を貸している。アーロンはプラウラーとして知られる装甲の傭兵として活動している。他にはポッドキャスト配信者でスパイダーマンを支持するダニカ・ハート（Ashly Burch、F.E.A.S.T.のボランティアのグロリア・ダビラ（Melanie Minichino）、聾者でストリート・アーティストのヘイリー・クーパー（Natasha Ofili）、雑貨店の店主テオ・アルバレ（Yancey Arias）、ケイレブのクリーンカットの理容師ケイレブ・ウォード（Emerson Brooks）、レストランパナ・フエルテの店主カミーラ・バスケス（Krizia Bajos）、ロクソンの研究開発部長のサイモン・クリーガー(トロイ・ベイカー）、マイルズの友人フィン・メイソン（Jasmin Savoy Brown）がいる。フィンは謎めいたティンカラーとして、マイルズの友人でもあった兄のリック（Todd Williams）の死に対する復讐を企てている。

### スパイダーマンサイド
マイルズ・モラレス / スパイダーマン
声：勝杏里 / 英：ナジ・ジェター
年齢 17歳 身長 177cm 体重 59kg
本作の主人公。ブルックリン出身。科学とスーパーヒーローが大好きなブルックリン・ビジョンズ・アカデミーの高校生。ハーレム地区に母親と共に引っ越した。
1年前まではごく普通の青年であったが、父親を市庁舎爆破事件で失ったことをきっかけにスパイダーマンに協力し、最終的にクモに噛まれ壁に貼り付くなどクモ由来の超能力を得る。また、ピーターと異なり、生体電気を放出する「ヴェノムパワー」や自身の姿を見えなくし敵の目から逃れる「カモフラージュ」といった独自の超能力を持つ。
新米スパイダーマンとしてピーターと共に活動していたが、彼が海外出張に行っている恋人・MJの元に行くため、数週間ニューヨークを託される。
ピーター・ベンジャミン・パーカー / スパイダーマン
声：興津和幸 / 英：ユーリ・ローエンタール
年齢 24歳 身長 177.5cm 体重 75.5kg
前作の主人公。8年間、1人でスパイダーマンとして活動している。マイルズの先輩として、彼を訓練し鍛え上げる。
物語冒頭、海外出張に行っている恋人・MJの手伝い兼休暇に行くため、数週間ニューヨークをマイルズに託す。その際、マイルズに新たなスーツやトレーニング用ホログラムをプレゼントする。
本作からフェイスモデルとなる俳優がジョン・バブニアクからベン・ジョーダンに交代となった。これはフェイシャル・キャプチャーと声優を務めたユーリ・ローエンタールの演技に、よりフィットするフェイスモデルが必要だったための変更である。
ガンケ・リー
声：高木渉 / 英：グリフィン・プアトゥ
年齢 17歳 身長 180cm 体重 95kg
マイルズの親友で、彼曰くプログラミングの天才。マイルズが超能力のことを打ち明けた初めての人物。
「ヴェノムパワー」の名付け親であったり、次世代スーパーヒーローアプリ「親愛なる隣人スパイダーマン」や新たなスーツを開発する等、マイルズにとって無くてはならない存在。
リオ・モラレス
声：滝沢ロコ / 英：ジャクリーン・ピノール
年齢 42歳 身長 173.5cm 体重 64kg
マイルズの母。中学校で科学の教師をしている。本作では地元であるハーレム地区をより良くするため、市議会議員に立候補する。
ロクソン・エネルギーとは対立的。
ジェファーソン・デイビス（通称ジェフ）
声：鈴木琢磨 / 英：ラッセル・リチャードソン
マイルズの父。故人。

### ヴィラン
フィン・メイソン / ティンカラー
声：平野綾 / 英：ジャスミン・サボイ・ブラウン
年齢 17歳 身長 173.5cm 体重 58kg
ハイテク犯罪組織「アンダーグラウンド」を率いるリーダー。ロクソンと対立しており、独自の技術を用いた装備で対抗する。
天才的な頭脳の持ち主。自分で発明したプログラマブルマターで、3Dプリントされた武器に防具、さらには身体能力を拡張する装備を作り出せる。
その正体はマイルズと同じブルックリン出身の幼馴染で、彼にとって兄弟みたいな存在だった。数ヶ月前まではいつも一緒にいたが、最近は音信不通になりマイルズとも疎遠になっていた。
だが、クリスマスを境にマイルズと再会し、過去の思い出に浸りながら再びお互いの仲を深めていく。
アーロン・デイビス / プラウラー
声：藤真秀 / 英：アイク・アマディ
年齢 41歳 身長 188cm 体重 102kg
紫と緑のボディスーツに身を包んだ雇われ泥棒。身体能力が高く、その生まれ持った身体能力をさらに拡張する最先端のスーツを着ている。過去にフィスクらの極悪な顧客と取引していたため、警察からは指名手配犯として扱われている。
正体はマイルズの叔父で現在は更生し、地下鉄の職員として働いている。兄弟でマイルズの父であるジェファーソンとは数年前にプラウラーということを打ち明けて以降、仲違い状態になりマイルズとも疎遠になっていた。
アレクセイ・シツェビッチ / ライノ
声：山野井仁 / 英：フレッド・タタショア
年齢 42歳 身長 195.5cm 体重 322kg
サイを模した防護スーツを身にまとった大男で、超人的な強さと鋼のように強靭な体を持つ。前作にもヴィランとして登場し、マイルズを襲っている。
物語冒頭、ヘリで檻ごと最高警備刑務所である「ラフト」へ護送されていたが、途中で檻とヘリを破壊。その後、混乱に乗じて多数の護送車から脱走した囚人たちと共に街中で暴れ回る。
一度倒すも、ロクソンにて新しい装備とともに再登場。
オットー・オクタビアス / ドクター・オクトパス
声：中博史 / 英：ウィリアム・サライヤーズ
ピーターの恩師で、前作のメインヴィラン。マイルズの回想にのみ登場。
ウィルソン・フィスク / キングピン
声：玄田哲章 / 英：トラヴィス・ウィリン
ニューヨークの裏社会を牛耳っている犯罪組織のボス。本作でも本人は「ラフト」に収監されているが、アジトのフィスクタワーは「アンダーグラウンド」に乗っ取られている。

### その他
サイモン・クリーガー
声：三上哲 / 英：トロイ・ベイカー
年齢 37歳 身長 191cm 体重 91kg
ロクソン・エネルギーの研究開発部長で「ニューフォーム」の開発者。ミスター・ロクソンの呼び名でも知られている。
新しいエネルギー源である「ニューフォームリアクター」の有用性を大々的に売り出す。しかし、実際は手抜きばかりで市への安全報告も無視しており、更には開発者の多数のもの達(警備員の話では警備員にも)が病気に侵されて亡くなっている事を隠している。
リック・メイソン
声：祐仙勇 / 英：トッド・ウィリアムズ
年齢 24歳 身長 185cm 体重 86kg
フィンの兄。親代わりとして妹を育てた。数年前、ロクソンの研究開発部に就職した。実はニューフォームの本当の開発者で、その危険性をサイモンに散々警告していたが無視された事でニューフォームの破壊をしようとするが、サイモンに気付かれてしまい殺されてしまった。
ダニカ・ハート
声：渡辺明乃 / 英：アッシュリー・バーチ
人気番組「ダニキャスト」をポッドキャストで配信している女性。ジェイムソンとは対立的で、スパイダーマンを肯定する。
J・ジョナ・ジェイムソン
声：菅生隆之 / 英：ダリン・デ・ポール
「デイリー・ビューグル」の元発行人。現在はポッドキャスト「JJJのファクトニュース」を通してニュースを発信している。スパイダーマンには否定的。
ノーマン・オズボーン
声：堀内賢雄 / 英：マーク・ロルストン
ピーターの親友であるハリー・オズボーンの父であり、元ニューヨーク市長。
カート・コナーズ
声：？ / 英：？
ノーマンの部下の科学者

## スパイダーマンのガジェット
ウェブ・シューター
初期装備の速射ウェブ・シューター。壁付近の敵を撃つと壁に引っ付けられる。
ホロドローン
味方として一緒に戦ってくれるホログラムを作るドローンを展開する。アンダーグラウンドの装備とピーターの設計図を基に作成。
リモートマイン
遠隔で起爆できる地雷。起爆すると効果範囲内の敵を感電させてダメージを与える。プラウラーから譲り受ける。
グラビティウェル
敵を引っ張り込みノックダウンしてヴェノム・アタックを効きやすくする重力井戸を生成する。アクティビティトークン10個と部品1個が必要。

## 用語
ロクソン
ニューヨークを拠点に展開するサイモン・クリーガーをトップとするエネルギー企業。新エネルギーのニューフォームを主力に、ハーレムの市内で極秘開発している。独自の武装を装備した警備部隊を持ち、街の様々な場所に配備している。
ニューフォーム
ロクソンが売り出そうとしている新エネルギー。だが、人体に有害な物質を発しており、安全性を無視した為に何人もの研究者や警備員たちが病気となり死んでいる。リックとフィンはニューフォームを破壊しようとするもサイモンに阻まれ、リックは殺されてしまった。この一件がフィンをティンカラーへと変貌させてしまう。
アンダーグラウンド

## 開発
『Marvel's Spider-Man: Miles Morales』はPlayStation 4とPlayStation 5用にインソムニアックゲームズが開発し、ソニー・インタラクティブエンタテインメントが販売した。ソニーのvice presidentのSimon Rutterは本作は「前作を拡張して強化したもの」であると『テレグラフ』で述べた。しかしながら、後にインソムニアックゲームズは本作が独立したゲームであり、「『Marvel's Spider-Man』の続編である」と述べた。本作は前作より規模が小さく、『アンチャーテッド 古代神の秘宝』に例えられた。『アンチャーテッド 古代神の秘宝』は本編の『アンチャーテッドシリーズ』よりも規模の小さい独立した拡張版として発売された。
本作は「新しい舞台、新たな敵、独特なクエストのある新しい物語」である。PlayStation 5版のため、高い処理能力、レイトレーシングに対応したハードウェア、専用ソリッドステートドライブ（SSD）ストレージ、Tempest Engine、DualSenseコントローラーを活かして、触覚フィードバック、リアルタイムレイトレーシングの効果、3D空間オーディオロード時間の短縮などの特徴を支えている。本作のPlayStation 5版はハイダイナミックレンジと「パフォーマンスモード」のオプションを利用でき、これにより4K解像度や60fpsで稼働できる。
2020年10月9日にインソムニアックゲームズはツイッターを通して、本作が「ゴールドになった」、つまり、パッケージ版のソフトがすぐに生産できると発表した。この先の開発はソフトウェアのアップデートを通してゲームに適用される。

### 音楽
John Paesanoは2018年の『Marvel's Spider-Man』に引き続き、『Marvel's Spider-Man:Miles Morales』の作曲を行った 。オーケストラを基調とした前作の音楽とは異なり、本作のサウンドトラックはオーケストラ調の主旋律にヒップホップを加えている。ジェイデン・スミスの「I'm Ready」、レクレーの「Where We Come From」と「This Is My Time」といったオリジナル楽曲がサウンドトラック用に作曲された。

## 販売
本作は2020年6月11日のPlayStation 5が披露されたイベントでローンチタイトルとして発表された。PlayStation 4版は2020年11月12日に世界的に発売され、PlayStation 5版も北アメリカ、オーストラリア、ニュージーランドで同日に発売された。その1週間後に、PlayStation 5版が世界で発売された。本作は多数のエディションを利用できる。Standard Editionはゲーム本編のみで、PlayStation 4とPlayStation 5の両方で利用でき、PlayStation 4版はPlayStation 5版へ無料でアップグレードできる。Ultimate EditionはPlayStation 5で利用でき、ゲーム本編と『Marvel's Spider-Man Remastered』が同梱されている。Launch Editionは北アメリカで手に入れることができ、T.R.A.C.K.スーツ、2018年のアニメ映画『スパイダーマン:スパイダーバース』のマイルズのスーツ、3スキルポイント、グラビティウェルをすぐに利用することができる。小売店がこれらのコンテンツを引き換えコードとしてゲームとは別に引き渡した。これらすべてのボーナスアイテムについて、事前予約のボーナスを受け取っていない人はゲームの途中で手に入れることができる。
本作にはマーベル・シネマティック・ユニバースのブラックパンサーを演じた俳優のチャドウィック・ボーズマンに対する献辞がある。チャドウィック・ボーズマンは本作の発売の2ヶ月前に亡くなった。

### タイアップ商品
2020年10月7日にマーベル・ゲームズは前日譚の小説『Marvel's Spider-Man: Miles Morales - Wings of Fury』を発表した。『Marvel's Spider-Man: Miles Morales - Wings of Fury』は2020年11月10日に発売され、Brittney Morrisが執筆した。この小説はスパイダーマンになることの意味を受け入れるマイルズを描く。ヴァルチャーと共犯者のスターリングがニューヨーク市に実験用の技術を解放する際に、マイルズはすべてに疑問を抱く。また、Matt Ralphsによる『Marvel's Spider-Man: Miles Morales - The Art of the Game』を発表した。『Marvel's Spider-Man: Miles Morales - The Art of the Game』は2021年2月16日に発売され、コンセプトアート、ゲーム内のレンダリング、アーティストとインソムニアックゲームズの見識を掲載している。
2021年3月にクラシックスーツとT.R.A.C.K.スーツのFunko Pop!のフィギュアが発売された。T.R.A.C.K.スーツのフィギュアには限定版のChase variantsがあり、限定版はマイルズがマスクをかぶっていない。2020スーツ、売店の看板猫スーツ、S.T.R.I.K.Eスーツ、アドバンス・スーツ、パープル・ドミニオン・スーツ、クリムゾンカウルスーツ、ウィンタースーツ、プログラマブルマター・スーツのフィギュアが2021年4月に発売された。ウィンタースーツとプログラマブルマター・スーツにはexclusive variantがあり、それぞれHot TopicとGameStopで入手できる。

## 評価
『Marvel's Spider-Man: Miles Morales』はレビュー収集サイトMetacriticによると「概ね好意的な」評価を受けた。
『IGN』のJonathon Dornbushは本作のPS5で新しく強化された部分やサイドミッションがより印象的になったことを満喫した。『デストラクトイド』のChris Carterは物語とマイルズの新しい能力を称賛した。『ゲーム・インフォーマー』のAndrew Reinerは戦闘やハーレム地区が改良されたことを評価した。

### 売上
『Marvel's Spider-Man: Miles Morales』のPlayStation 4のパッケージ版は日本で初週2万2882本売れ、週間販売数8位となった。同じ週に、PlayStation 5パッケージ版は販売数10位となり、1万8640枚を売り上げた。また、イギリスにおいてもPlayStation 5パッケージ版が週の販売数1位となった。ドイツでは発売した月に10万本以上売り上げ、2020年12月の終わりまでに20万本売り上げた。2020年12月18日時点で、PlayStation 4とPlayStation 5を合わせて66万3000本のダウンロード版を売り上げた。2021年4月22日に『VentureBeat』のJeff Grubbは累計売上で『The Last of Us Part II』と『Ghost of Tsushima』の販売数を上回ったと報告した。2021年7月18日時点で、650万本以上を売り上げた。2020年の販売数は12位となり、2021年の販売数は6位となった。

### 受賞
| 日付           | 賞                                 | 部門                                                            | 対象                                                    | 結果       | 出典          |
| -------------- | ---------------------------------- | --------------------------------------------------------------- | ------------------------------------------------------- | ---------- | ------------- |
| 2020年12月10日 | The Game Awards 2020               | Best Performance                                                | Nadji Jeter（マイルズ・モラレス）                       | ノミネート | [ 60 ]        |
| 2020年12月10日 | The Game Awards 2020               | Best Action/Adventure                                           | 『Marvel's Spider-Man: Miles Morales』                  | ノミネート | [ 60 ]        |
| 2020年12月10日 | The Game Awards 2020               | Player's Voice                                                  | 『Marvel's Spider-Man: Miles Morales』                  | ノミネート | [ 60 ]        |
| 2021年3月25日  | 17th British Academy Games Awards  | Best Game                                                       | 『Marvel's Spider-Man: Miles Morales』                  | ノミネート | [ 61 ] [ 62 ] |
| 2021年3月25日  | 17th British Academy Games Awards  | Animation                                                       | 『Marvel's Spider-Man: Miles Morales』                  | ノミネート | [ 61 ] [ 62 ] |
| 2021年3月25日  | 17th British Academy Games Awards  | Audio Achievement                                               | 『Marvel's Spider-Man: Miles Morales』                  | ノミネート | [ 61 ] [ 62 ] |
| 2021年3月25日  | 17th British Academy Games Awards  | Music                                                           | John Paesano                                            | 受賞       | [ 61 ] [ 62 ] |
| 2021年3月25日  | 17th British Academy Games Awards  | Narrative                                                       | 『Marvel's Spider-Man: Miles Morales』                  | ノミネート | [ 61 ] [ 62 ] |
| 2021年3月25日  | 17th British Academy Games Awards  | Performer in a Leading Role                                     | Nadji Jeter（マイルズ・モラレス）                       | ノミネート | [ 61 ] [ 62 ] |
| 2021年3月25日  | 17th British Academy Games Awards  | Technical Achievement                                           | 『Marvel's Spider-Man: Miles Morales』                  | ノミネート | [ 61 ] [ 62 ] |
| 2021年4月6日   | 19th Visual Effects Society Awards | Outstanding Visual Effects in a Real-Time Project               | Gavin Goulden, Jess Reed, Bryanna Lindsey, Mike Yosh    | ノミネート | [ 63 ]        |
| 2021年4月16日  | 第48回アニー賞                     | Outstanding Achievement for Character Animation in a Video Game | Brian Wyser, Michael Yosh, Danny Garnett, David Hancock | 受賞       | [ 64 ]        |